# Dichelonyx subvittata
Dichelonyx subvittata är en skalbaggsart som beskrevs av Leconte 1856. Dichelonyx subvittata ingår i släktet Dichelonyx och familjen Melolonthidae. Inga underarter finns listade i Catalogue of Life.